# Imperi Búlgar

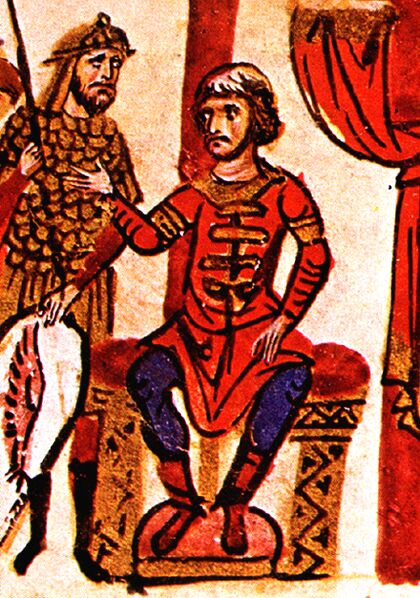
El kan Omurtag (814-831)

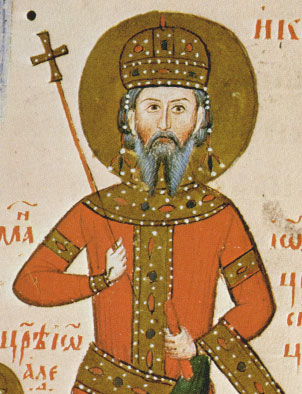
Emperador Ivan Alexandre (1331-1371)

L'Imperi Búlgar ( búlgar: Българско царство,Balgarsko Tsarstvo), és un terme utilitzat per descriure dos períodes en la història medieval de Bulgària, en ell els búlgars van actuar com un factor clau en el poder regional a Europa en general i al sud-est, en particular, sovint rivals de l'Imperi Romà d'Orient. Els dos "imperis búlgars" no són tractats com a entitats separades, sinó com un estat restaurat i unificat després d'un període de control romà d'Orient.

## Primer Imperi Búlgar
El Primer Imperi Búlgar es va establir com a resultat d'una expansió de la Vella Gran Bulgària al territori al sud del riu Danubi, va durar entre els anys 681 i 1018, any en què va ser subjugat per l'Imperi Romà d'Orient. Gradualment va arribar al seu apogeu cultural i territorial en el segle ix i principis del segle x sota el govern de Boris i Simeó I el Gran, quan es va convertir en el centre cultural i literari de l'Europa eslava, així com un dels estats més grans d'Europa.

## Segon Imperi Búlgar
L'Estat búlgar medieval va ser restaurat com el Segon Imperi Búlgar després d'un reeixit aixecament de dos nobles de Tàrnovo, Assèn i Pere, el 1185, i va existir fins que va ser conquerit durant la invasió otomana dels Balcans a finals del segle xiv, amb la data probable de la seva subjugació l'any 1396. (L'últim territori búlgar a caure sota la dominació otomana va ser Sozòpol, el 1453). Sota Ivan Assèn II, monarca considerat en el seu moment com el restaurador del patriarcat búlgar, durant la primera meitat del segle xiii es va recuperar gradualment gran part del seu antic poder, encara que això no va perdurar per molt temps a causa dels problemes interns i invasions estrangeres.
El 1878 la independència del país va ser finalment restaurada com a estat autònom. La independència de Bulgària va ser reconeguda pels otomans en l'any 1908.